# 右房室口
右房室口（right atrioventricular orifice）是右心房和右心室之間的巨大橢圓形開口。
右房室口位於心房的底面，直徑約4公分長。周圍有纖維環環繞，且有襯膜包圍。右房室口比起左邊大得多。
右房室口周圍有三尖瓣包圍。